# Bödeháza
Bödeháza község négyutcás törpefalu Zala vármegye nyugati szélén, a Lenti járásban, a szlovén–magyar határ mellett. Területe a Hetés tájegység részét képezi. A falu 11 más településsel együtt működteti a Rédicsi Közös Önkormányzati Hivatalt.
Területének vizeit a Határ-patak szállítja el. Lakossága kevesebb, mint 50 fő, lakónépesség tekintetében Magyarország huszonkilencedik legkisebb települése. A falu népessége főleg a „Vasfüggöny” időszakában megtiltott építkezések miatt, határ melletti elhelyezkedése okán indult csökkenésnek, a fiatalok nem kaptak építési engedélyt, így főleg az akkori járásközpontban, Lentiben építkeztek.
Két falurészből áll: a névadó települést 1389-ben említi először írott forrás, Bedehaza névlakban; a másik településrész az előbbitől másfél kilométerre északnyugatra fekvő Jósec vagy Szentistvánlak – utóbbinak első hiteles említése oklevélben 1335-ből ismert. Majd a magyar határ menti falvak nevének magyarításakor, 1908-ban Jósecet átnevezték Szentistvánlakra. A trianoni szerződésben erről a faluról "elfeledkeztek", azaz a falu nincs nevesítve a trianoni határleírásban, tőle nyugatra Zsitkócot a Szerb-Horvát-Szlovén Államhoz, keletre Bödeházát nevesítetten Magyarországhoz sorolták. A falut hazánknak juttató döntés 1921 novemberében született, a magyar közigazgatás 1922 februárjában tért vissza. Szentistvánlak 1935-ben lett Bödeháza része.
A falu gazdasági jelentősége csekély, közműveit a kiépített ivóvízhálózat, villamos áram, valamint gázhálózat jelentik, illetve optikai kábel fektetése is történt. A település fennmaradását a hetési falvakkal karöltve, a turizmus fejlesztésével próbálják megvalósítani.
A többi hetési településsel együtt elnyerte az Európa Tanács Táj Díját.

## Földrajza

### Elhelyezkedése
A kis falu Zala vármegye délnyugati csücskében található, a Lenti járásban, közvetlenül a szlovén–magyar határ mellett, mintegy 252 méteres tengerszint feletti magasságban.
A közeli falvak közül (Gáborjánháza, Szijártóháza, Zalaszombatfa) Bödeháza esik legközelebb Szlovéniához; a határ másik oldalán fekvő Zsitkóc (Zitkovic) csupán 2 kilométernyire fekszik tőle. Közigazgatási határa három fő égtáj irányában, észak, nyugat és dél felől is egybeesik az országhatárral, csak kelet (illetve  észak- és délkelet) felől érintkezik magyarországi településekkel. A környező települések: észak felől Kebeleszentmárton (Kobilje, Szlovénia), északkelet felől Lendvajakabfa és Resznek, kelet felől Zalaszombatfa, délkelet felől Szijártóháza és Gáborjánháza, dél felől Göntérháza (Genterovci), délnyugat felől Radamos (Radmožanci), nyugat felől Zsitkóc (Žitkovci) és Dobronak (Dobrovnik), utóbbi négy település mind Szlovénia része. [Közigazgatási területe a határ magyar oldalán a felsorolt települések közül csak Resznekkel, Szíjártóházával és Gáborjánházával érintkezik.] A legközelebbi város Lenti, mely közúton 12 kilométer távolságban van, míg a szlovén oldalon Lendva 13, Muraszombat pedig 23 kilométerre fekszik.
A település főutcáján keresztülhalad a Hetés tájegység településeit felfűző Mesés Hetés Zöldút elnevezésű turistaútvonal.

### Közlekedésföldrajzi helyzete
Az ország belsőbb területei felől csak közúton, és lényegében csak egy irányból közelíthető meg: a 86-os és a 75-ös főutak rédicsi csomópontjából, lényegében a 75-ös egyenes folytatásaként kiágazó 74 126-os számú mellékúton. Délnyugati szomszédjával, Zsitkóccal alsóbbrendű mellékutak kötik össze.
A határ közelében a szlovén oldalon az A5-ös autópálya halad el, amit a településről mintegy 11 kilométer megtétele után lehet elérni.
Vasútvonal nem érinti; a legközelebbi vasúti csatlakozási lehetőséget Rédics vasútállomás kínálja mintegy 7 kilométernyire délkeletre, a névadó település északnyugati részén, Rédics–Zalaegerszeg-vasútvonal nyugati végén.

### Településföldrajz
Bödeháza közigazgatási területe 667 hektár; a külterületekkel együtt a legszélesebb pontján kelet-nyugati irányban mintegy 3,2 km széles, míg észak-déli irányban valamivel több, mint 3,8 kilométer hosszan nyúlik el. Észak-déli irányú főutcája, a Kossuth Lajos utca mintegy 650 méter hosszú, míg a falu kelet-nyugati szélessége nagyjából 300 méter.
A falu két egymástól elkülönülő településrészből áll, melyek közül az északnyugatra elterülő részt Szentistvánlaknak hívják. Szentistvánlak főutcája a Petőfi Sándor utca, amely 700 méter hosszan nyúlik el kelet-délkeleti irányban.

### Vízrajza
Az aprócska község felszíni vizeit a falutól északnyugatra, a határ szlovén oldalán eredő Határ-patak szállítja el. A patak rövidebb szakaszokon természetes határvonalat alkot Szlovénia és Magyarország között. A vízgyűjtő területet tekintve a Határ-patakon túl a falu a Kebele-patak, valamint azon túl a Lendva-patak vízgyűjtőjén helyezkedik el. A község közigazgatási területén nem található jelentősebb természetes eredetű vagy mesterségesen kialakított állóvíz.

## Története

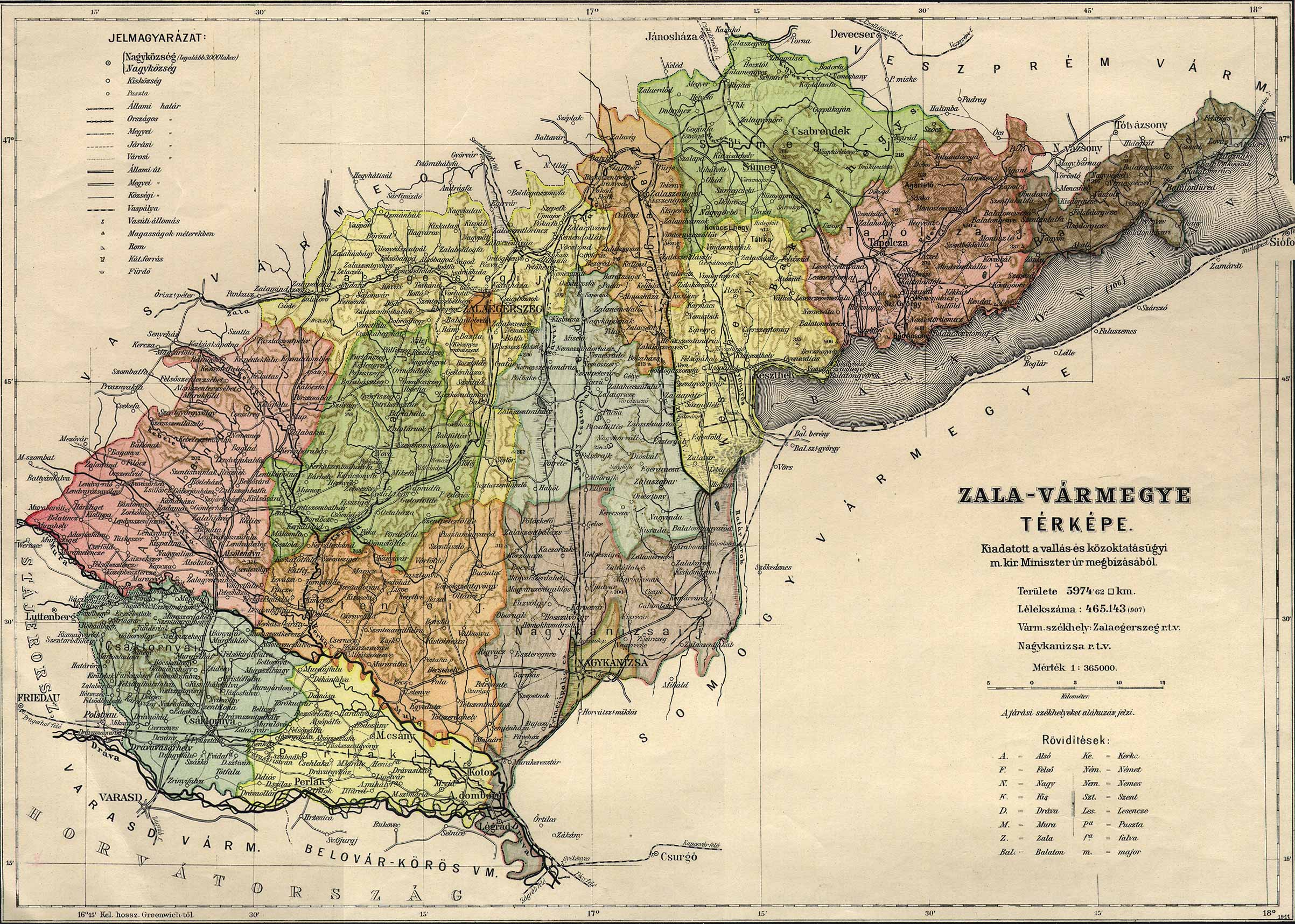
Zala vármegye térképe 1910-ből, Bödeháza a térkép bal oldalán található

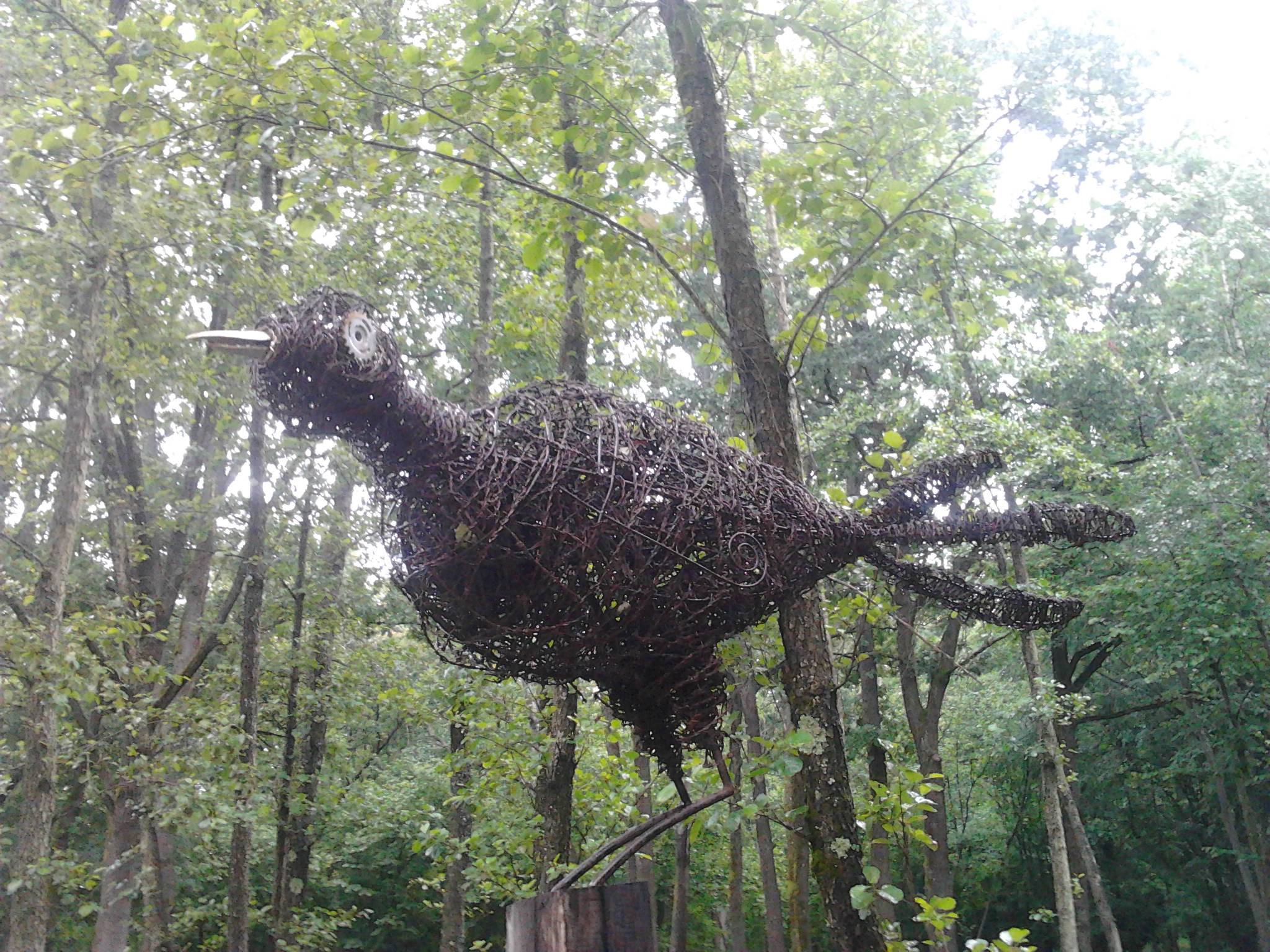
A Barátság park Határtalan madár nevű alkotása

A település első írásos említésére az érett középkorban, Zsigmond magyar király uralkodásának elején, 1389-ben került sor, Bedehaza néven, mely az itt elsőként megtelepedő földbirtokos udvarházára utal. Az elkövetkező évszázadokban először az alsólendvai Bánffy-, majd az Esterházy család birtokába került.
1778-ban 140, 1785-ben 146 lakója volt. Saját temetővel nem rendelkezett ekkoriban, halottaikat Dobronakon temették el. A falu birtokosa Esterházy Miklós volt 1778-ban.
1794-ben a falu mind a 118, 1802-ben mind a 129 lakosa a római katolikus felekezethez tartozott.
A település 1778 és 1830 közt is Dobronak filiája volt és ekkor még az Esterházy család birtoka volt. 1830-ban 134 fő élt a faluban, melyből 84 fő római katolikus, 50 fő más vallású volt.
Az 1900-as évek elején a helyiek a faluban megtermelt javaikat Alsólendvára hordták eladni. Az állattartásra 1900-ban és 1930-ban is a szarvasmarha- és a sertéstenyésztés volt a jellemző. A 20. század harmincas éveiben Rédicsre, míg a hatvanas években inkább már Lenti piacára vitték az eladni kívánt áruikat a termelők.
A trianoni békeszerződés után sok földjét elvesztette a falu, melyek ma már a szomszédos Szlovéniához tartoznak. 1935-ben egyesítették a tőle pár száz méterre északnyugatra található Szentistvánlakkal (szlovén nevén Jóseccel). A második világháború után a jugoszláv határ közelsége miatt fejlődése megrekedt, sőt visszahanyatlott. A falu lakossága folyamatosan csökkent, jelenleg mintegy 40 ember él a kis településen. Az 1930-as években jellemző volt a rozs termesztése a közeli földeken, később ez a kultúrnövény egyre jobban kikerült a termesztésből.
A falu népviselete 1925-ig tartotta magát. A nők hajviseletét a hegyes konty jellemezte. A férfiak bő gatyát hordtak.
A faluban 1937-ben épült ki az első burkolt út. A harmincas években a házakat még kizárólag falécekből álló kerítésekkel védték, majd ez a hatvanas évekre kibővült a betonoszlopokra rögzített drótfonatokkal. A század negyvenes éveiben a faluból ketten jártak a Lentiben lévő fűrészüzembe dolgozni.
1949-ben 89 lakóház és 374 lakos volt a faluban.
A faluban a tanácsháza 1960-ban épült, amely jelenleg is többek közt házasságkötő teremként működik. A tűzoltószertár épületét 1955-ben húzták fel, míg a helyi termelőszövetkezet istállóját a hatvanas években építették. A falu épületeit főleg téglából és fából építették. Nádfedeles lakóépület a községben a második világháborút követően 6 darab volt, nádfedeles pajta 12 volt, amely a hatvanas évekre 4 darab lakóházra és pajtára csökkent. A hatvanas években már 35 fő járt el a településről máshová dolgozni. Húsz év alatt mintegy 8 család költözött el a településről Lovásziba, Budapestre, Zalaegerszegre, Dunaújvárosba és Mosonmagyaróvárra. A faluból az ingázók a Lentiben lévő fűrészüzembe, a zalaegerszegi ruhagyárba, a szintén egerszegi építőipari vállalathoz és a kőolaj termelő vállalathoz jártak el dolgozni. Az ingázás nagyobb méretű megindulása a huszadik század ötvenes-hatvanas éveiben indult, az ország iparosítási törekvéseivel párhuzamosan. Helyi gazdaságát az esztergályosok jelentették, akik vállalatok részére végeztek bedolgozást.
Bödeházán 1960-ban még nem voltak kiépített, burkolt közterületi utak. A községnek 1962-ben 90 lakóháza volt, amely összesen 349 főnek adott otthont. A közművek közül a villamos energiaellátás volt megoldott, valamint a közvilágítást 14 lámpatest biztosította. Könyvtára és általános iskolája is volt a falunak, ám a felső tagozatos tanulóknak Gáborjánházára kellett járniuk. A bödeházai Szebb jövő MGTSZ 1964-ben egyesült a gáborjánházai Hetés Népe TSZ-szel.
A faluban 1960-ban alakult meg a termelőszövetkezet, ami 1965-ben egyesült a gáborjánházi székhelyű Hetés Népe MGTSZ-szel. A falu a rédicsi körzeti orvos körzetébe tartozott a hatvanas években. A falu általános iskolájának felső tagozata 1963-ban szűnt meg. A tanulók ekkortól a rédicsi általános iskolába jártak. A falu 1963 óta van bekapcsolva a tömegközlekedésbe. Ekkortól autóbuszok közlekednek Lenti és Bödeháza közt. A legközelebbi vasútállomás Rédicsen van. A hatvanas évekre jellemző termésátlagok alapján a falu agyagos földje ez idő tájt átlagosan mázsa búzát, 6 mázsa őszi árpát, 18-20 mázsa kukoricát termett.
Bödeházán 1965-ig önálló községi tanács működött. Ekkor a község a Gáborjánháza székhellyel újonnan létrehozott közös tanácshoz került Szíjártóházával és Zalaszombatfával együtt, melyek már 1950-től közös tanácsot alkottak. 1970-ben a gáborjánházi közös tanácsot beolvasztották a Rédics székhelyűbe, így Bödeháza 1990-ig, a tanácsok megszüntetéséig a rédicsi közös tanácshoz tartozott.
A falunak 1970-ben összesen 277 lakosa volt, amelyből 169 fő kereső volt. Ugyanekkor a községben 84 lakóépület volt. A göcseji múzeumba főleg faládákat vittek el innen.
Bödeháza és Zsitkóc közt 2014-ben nyílt meg a határon átnyúló Barátság park, amelyet a két ország Európai Uniós csatlakozásának tizedik évfordulóján adtak át. Az emlékhelyhez vezető szekérutat felújították, a könnyebb megközelíthetőség biztosítása érdekében.
A település lakói a rédicsi háziorvos körzetéhez tartoznak, a fiatalabb generáció tagjai a rédicsi óvodába, iskolába járnak. A faluból a hívők a gáborjánházi templomba járnak át.

## Politikai élete
A 2002-es magyarországi önkormányzati választáson a választópolgárok Büki László független jelöltet választották meg a település polgármesterének, míg az önkormányzat képviselői Csuka Ferenc független jelölt, Hangya Ferenc, illetve Kiss Róbert független jelöltek lettek.
A 2006-os magyarországi önkormányzati választásokon Büki László független jelöltet választották meg 32 szavazattal a település választásra jogosult polgárai. A képviselő-testület tagjává választották Káldi Lászlónét és Petrik Mónikát.
A 2010-es magyarországi önkormányzati választás során előbb szavazategyenlőség miatt kellett megismételni az önkormányzati választást, majd a 2011-es év elején 4 alkalommal a településre tömeges lakcím-bejelentéssel érkezőkkel összefüggő befolyásolás miatt a rédicsi körjegyző érvénytelenítette a 4 választás eredményeit. Az ügyben a Zala Megyei Rendőr-főkapitányság bűnügyi osztálya folytatott le nyomozást. Végül Büki László független jelöltet választották meg a település polgármesterének.
A 2014-es magyarországi önkormányzati választáson a választópolgárok Büki László független jelöltet választották meg a település polgármesterének, míg az önkormányzat képviselői Kata József és Petrik Mónika független jelöltek lettek.
A 2019-es magyarországi önkormányzati választáson a település 40 választópolgára adhatta le szavazatát. A 2019-es választáson a településen két polgármester-jelölt indult, mindkettő függetlenként: Bedő Andrea és Csányi Eliza. Az egyéni listás jelöltek mindegyike függetlenként indult. Az egyéni listás jelöltek: Büki Lajos, Csányi Eliza (polgármester-jelöltként is indult), Csányi Gabriella, Petrik Mónika, Végi Zsuzsanna.

### Polgármesterei
| Polgármester | Polgármester    | Polgármester |
| ------------ | --------------- | ------------ |
| 1990–1994    | Id. Büki László | független    |
| 1994–1998    | Id. Büki László | független    |
| 1998–2002    | Végi Zsuzsanna  | független    |
| 2002–2006    | Büki László     | független    |
| 2006–2010    | Büki László     | független    |
| 2010–2014    | Büki László     | független    |
| 2014–2019    | Büki László     | független    |
| 2019–2024    | Bedő Andrea     | független    |
| 2024–        | Bedő Andrea     | független    |

A településen a 2010. október 3-án megtartott önkormányzati választás után, a polgármester-választás tekintetében nem lehetett eredményt hirdetni, szavazategyenlőség miatt. Aznap a 47 szavazásra jogosult lakos közül 44 fő járult az urnákhoz, mindegyikük érvényesen szavazott, és az érvényes szavazatok épp fele-fele arányban oszlottak meg a két független jelölt, Büki László addigi polgármester és egyetlen kihívója, Káldi Lászlóné között. Az emiatt szükségessé vált időközi választást először 2011. január 9-én tartották meg, ekkor a helyi választásra jogosultak névsorában 84 fő szerepelt, 4 kivétellel mind szavaztak is; a győztes Büki László lett. A jelentősen megnövekedett lakosságszám miatt viszont a helyi választási bizottság megsemmisítette a választás eredményét és elrendelte a szavazás megismétlését. Erre 2011. február 6-án került sor: ekkor 73 fő volt a választásra jogosultak száma, és ténylegesen 64-en szavaztak; Büki ekkor is nyert, de már csak két szavazatnyi különbséggel. A helyi választási bizottság ezt is megismételtette, de a február 27-én tartott újabb választás (a számadatokat érintő minimális különbségtől eltekintve) változatlan eredményt hozott.

## Demográfia
A huszadik század második évtizedében a faluban 56 élve születés, 39 halálozás és 19 házasságkötés volt. 1921 és 1930 között a faluban 72 élve születés, 50 halálozás és 20 házasságkötés volt. 1931 és 1940 között a faluban 52 élve születés, 31 halálozás és 27 házasságkötés volt. 1941 és 1950 közt a faluban 70 élve születés, 55 halálozás és 31 házasságkötés volt. Az ötvenes években a faluban 25 élve születés, 45 halálozás és 28 házasságkötés volt.
Ez alapján elmondható, hogy a településen az 1930-as években volt a legmagasabb az élve születések száma és a falu lélekszámának bővülése is ekkor érte el csúcspontját. Az halálozások számát és az élve születések összevetve megállapítható, hogy az ötvenes évekre jelentősen visszaesett a faluban a gyermekvállalási hajlandóság, illetve ezzel egyidejűleg megnőtt a halálozási arány. A korábbi magasabb gyermekszületést azonban a század negyvenes éveitől kezdve a megemelkedett házasságkötési darabszám is jól mutatja.
Lakosságának alakulása csökkenő trendet mutat, amely alapján az ezredforduló környékén 89 fő volt, ami napjainkra kevesebb, mint felére csökkent. Az elöregedés és az elvándorlás egyaránt sújtja e vidék népességét. A községben 1991-ben 111 fő élt. A népesség lélekszáma 1992-ben esett 100 fő alá. Ekkor már csak 90 fő élt a faluban. 1993-ra 90 fő alá, 1994-re 80 fő alá esett a lélekszám. A 2001-2005 közti időszak némi emelkedést hozott a népesség terén, amit a 2010-es évek jelentős lakosság-csökkenése követett. Bödeháza lakossága 2011 óta nem tudja meghaladni az 50 főt.
Miközben a huszadik század derekán még 374 fő volt a lakossága a falunak, addig 2016-ra ez a szám 40-re csökkent, mintegy 68 év leforgása alatt. A falu népessége közel 90 százalékkal csökkent egy emberöltő leforgása alatt.
| Év   | Lakónépesség a tárgyév első naptári napján (fő) |
| ---- | ----------------------------------------------- |
| 2001 | 89                                              |
| 2002 | 88                                              |
| 2003 | 89                                              |
| 2004 | 86                                              |
| 2005 | 83                                              |
| 2006 | 77                                              |
| 2007 | 73                                              |
| 2008 | 71                                              |
| 2009 | 70                                              |
| 2010 | 62                                              |
| 2011 | 45                                              |
| 2012 | 41                                              |
| 2013 | 43                                              |
| 2014 | 39                                              |
| 2015 | 38                                              |
| 2016 | 40                                              |

### Felekezeti megoszlás
A faluban 1890-ben 263 fő lakott, ebből 261 fő római katolikus vallású volt. 1900-ban a falu 253 fős lakossága 100 százalékban római katolikus vallású volt, akárcsak 1910-ben, amikor is 266 lakosa volt. 1920-ban 264 lakosából egy fő református, 263 fő római katolikus vallású volt. A 2011-es népszámlálás idején mind a 45 lakos magyar nemzetiségűnek mondta magát; közülük 43-an voltak római katolikus vallásúak.
2022-ben a 40 lakos 92,9%-a vallotta magát magyarnak, 7,1% szlovénnek, 4,8% németnek, 9,5% egyéb, nem hazai nemzetiségűnek (4,8% nem nyilatkozott; a kettős identitások miatt a végösszeg nagyobb lehet 100%-nál). Vallásuk szerint 45,2% volt római katolikus, 9,5% görög katolikus, 9,5% egyéb keresztény, 2,4% egyéb katolikus, 19% felekezeten kívüli (14,3% nem válaszolt).

### Lakóházak száma
A településen a lakóházak száma 1990 és 1997 közt 56, 1998 és 2000 közt 55, 2001 és 2005 közt 57, majd 2006 és 2010 közt 58 volt. 2011-ben 60 lakást számoltak össze a számlálóbiztosok, ami 2013 óta ismét 57 darabra csökkent.
A településen a lakóházak száma a következőképpen alakult: 1785-ben 23, 1869-ben 32, 1880-ban 35, 1890-ben 45, 1900-ban 47, 1910-ben 49, 1920-ban 50, 1930-ban 51, 1941-ben 91 (az előző évtizedben csatolták hozzá Szentistvánlakot), 1949-ben 89, 1960-ban 90.

## Címere
Bödeháza címere spanyol formájú, két mezőre osztott kerektalpú pajzs. Alsó részén zöld völgyet ábrázoló mező található, melynek közepéből nő ki természetes címerábrája, amely egy két levelű, zöld szárú, három fehér virágú tőzike. A felső mező háttere kék alapszínű.
A pajzsot körülvevő ezüst alapszínű rámáját 15 darab 4 mezőre osztott kis méretű rombusz díszíti, melyek mindegyikében kettő, egymással szemközt elhelyezkedő két pár fekete és két pár vörös rombusz található.
A címerpajzs fölött lebegő fekete, nyomtatott betűkkel van kiírva a település neve: BÖDEHÁZA.

## Gazdasága

### Gazdaságtörténete
1698-ban Bödeházán 8 telkes jobbágy és 5 zsellér élt.
A településen 1828-ban 30 fő adózó volt, 9 fő jobbágy, 6 fő volt zsellér. Anya tehén 8 darab volt, 3 évnél idősebb ló 12 darab volt, 1 éves sertés 6 darab volt. A földterületek megoszlását pozsonyi mérőben számolva 161 pozsonyi mérő szántó volt, rét 50, míg kapás szőlő 13 volt.

### Gazdasága napjainkban
Bödeháza a Lenti "Szabadság" Vadásztársasághoz tartozik a vadászati jogok terén.
A falu egyetlen munkáltatója a községi önkormányzat. A faluban a munkanélküliségi ráta 0 százalék, mivel az önkormányzatnál dolgozókon kívül többnyire nyugdíjasok lakják a települést. A munkaképes korú lakosság közül mindenkinek van állása.
A helyi idegenforgalom egyetlen falusi szálláshelyét biztosítja a faluban működik a Walnut Garden Diókert vendégház egy több, mint száz éves, felújított régi parasztház épületében.

### Infrastruktúra
Bödeháza ivóvízellátását a Zalavíz Zrt. biztosítja.
A faluban nincs kiépített szennyvíz elvezető, -kezelő hálózat, ezért ez a háztartási szennyvíz-kezeléssel, szennyvíz elszállítással megoldott. A faluból elvitt szennyvíz az Észak-Zalai Víz- és Csatornamű Zrt. üzemeltetésében lévő Lenti belterület 23/4 hrsz alatt kialakított folyékony szennyvíz fogadó műtárgyban kerül elhelyezésre.
A település kommunális hulladékelszállításának közszolgáltatója a ZALAISPA Regionális Hulladékgazdálkodási és
Környezetvédelmi nonprofit Zrt., a hulladékgazdálkodási tevékenységet teljes körűen a Lenti Hulladékgazdálkodási Közszolgáltató Nonprofit Kft. végzi.